# Ігор Ковачич
Ігор Ковачич (серб. Игор Ковачић / Igor Kovačić; 27 жовтня 1979) — сербський югославський весляр-байдарочник, виступав за збірні Югославії, Сербії та Чорногорії в кінці 1990-х — початку 2000-х років. Срібний призер молодіжного чемпіонату Європи, учасник літніх Олімпійських ігор у Сіднеї, багаторазовий переможець і призер регат національного значення.

## Біографія
Ігор Ковачич народився 27 жовтня 1979 року в Югославії.
Першого серйозного успіху на дорослому міжнародному рівні досяг у віці двадцяти років у сезоні 2000 року, коли потрапив в основний склад сербсько-чорногорської національної збірної і завдяки низці вдалих виступів удостоївся права захищати честь країни на літніх Олімпійських іграх у Сіднеї. Стартував тут у заліку чотиримісних байдарок на дистанції 1000 метрів спільно з партнерами по команді Драганом Зоричем, Сашей Вуяничем і Йожефом Шоті — вони з шостого місця кваліфікувалися на попередньому етапі, потім на стадії півфіналів показали третій результат і пробилися в фінал. Однак у вирішальному фінальному заїзді прийшли до фінішу останніми — дев'ятими, відставши від переможця, екіпажу з Угорщини, на понад сім секунд.
Після сіднейської Олімпіади Ковачич ще протягом деякого часу залишався в основному складі югославської національної збірної і далі брав участь у найбільших міжнародних регатах. Так, у 2002 році він побував на молодіжному чемпіонаті Європи в хорватському Загребі, звідки привіз нагороду срібного ґатунку, виграну в програмі байдарок-двійок на тисячі метрів.